# Karsten Stolz
Karsten Stolz (República Federal Alemana, 23 de julio de 1964) es un atleta alemán retirado especializado en la prueba de lanzamiento de peso, en la que consiguió ser subcampeón europeo en pista cubierta en 1989.

## Carrera deportiva
En el Campeonato Europeo de Atletismo en Pista Cubierta de 1989 ganó la medalla de plata en el lanzamiento de peso, llegando hasta los 20.22 metros, tras el también alemán Ulf Timmermann y por delante del noruego Georg Andersen.